# Liste der Monuments historiques in Angliers (Charente-Maritime)
Die Liste der Monuments historiques in Angliers (Charente-Maritime) führt die Monuments historiques in der französischen Gemeinde Angliers auf.

## Liste der Objekte
Zum Verständnis siehe: Kirchenausstattung

### Kirche St-Pierre
| Bezeichnung      | Beschreibung                       | Standort | Kennzeichnung | Schutzstatus | Datum | Bild           |
| ---------------- | ---------------------------------- | -------- | ------------- | ------------ | ----- | -------------- |
| Taufbecken       | Stein, 1651                        | (Lage)   | PM17000009    | Classé       | 1979  | weitere Bilder |
| Weihwasserbecken | Stein, 18. Jahrhundert             | (Lage)   | PM17001016    | Inscrit      | 1979  |                |
| Weihrauchfass    | Kupfer, vergoldet, 18. Jahrhundert | (Lage)   | PM17001516    | Inscrit      | 1988  |                |